# Parque nacional Bjeshkët e Nemuna
Parque nacional Bjeshkët e Nemuna (albanés: Parku Kombëtar Bjeshkët e Nemuna) es un parque nacional en los distritos de Gjakova y Peć en la parte occidental de Kosovo a lo largo de las fronteras con Albania y Montenegro. Abarca 63 028 hectáreas (630,28 km²) de terreno montañoso, con numerosos lagos, bosques densos de coníferas y paisajes alpinos. El parque fue establecido para proteger sus ecosistemas y biodiversidad, así como el patrimonio cultural e histórico del parque.
La Unión Internacional para la Conservación de la Naturaleza (UICN) ha incluido el parque como Categoría II. En particular, el parque ha sido reconocido como un área importante de importancia internacional para las aves en virtud de la Convención Internacional BirdLife. Limita con el Parque Nacional del Valle de Valbonë en la parte sur de Albania.
Prokletije es la continuación geológica más al sur de los Alpes Dináricos. La porción dentro del territorio del país se extiende aproximadamente 26 km de este a oeste y 50 km de norte a sur. Con una elevación de 2,656 m, Gjeravica es el segundo punto natural más alto de la cordillera y el más alto del país. 